# Heinrich Lessing

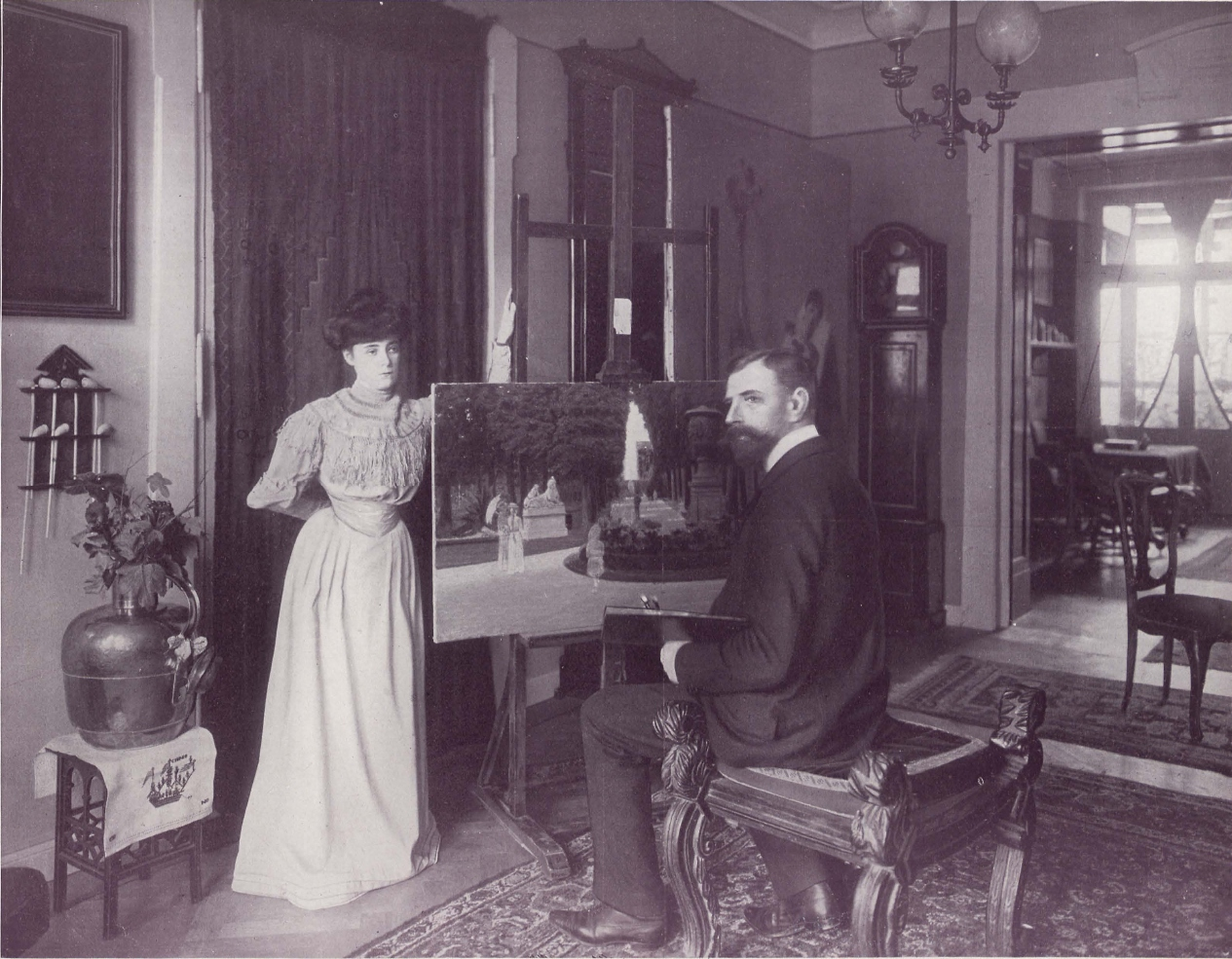
Heinrich Lessing mit seiner Gemahlin, 1905/1906. Foto von Zander & Labisch.

Heinrich Lessing (* 29. Mai 1856 in Düsseldorf; † 17. Januar 1930 in Berlin) war ein deutscher Porträt- und Landschaftsmaler.

## Leben
Zunächst war er als jüngster Sohn Schüler seines Vaters, des Historienmalers Carl Friedrich Lessing. Dann besuchte er die Kunstschule Karlsruhe (1875–1879), anschließend die Kunstakademie in Berlin (1879–1882) unter Karl Gussow. Weiterhin unternahm er Studienreisen nach Holland und Belgien. In der Folge arbeitete er als freischaffender Künstler. Von 1881 bis 1911 war er regelmäßig auf Ausstellungen vertreten.
Über seinen Vater und seinen Großvater, den Juristen und Politiker Carl Friedrich Lessing, gehört er zur direkten Verwandtschaft von Gotthold Ephraim Lessing. Sein Bruder Otto Lessing war ein bekannter Bildhauer, Kunstgewerbler und Maler der Kaiserzeit, ein weiterer Bruder, Konrad Lessing (1852–1916), wirkte ebenfalls als Maler. Die Schwester Bertha Lessing (1844–1914) heiratete den Schauspieler Karl Ferdinand Koberstein. Deren gemeinsamer Sohn Hans Koberstein wurde ebenfalls Maler. Eine Cousine der Brüder Lessing, Malvine Schroedter (1847–1901), Tochter von Adolph Schroedter, heiratete den Maler und Akademiepräsidenten in Berlin Anton von Werner.
Seine letzte Ruhestätte fand Heinrich Lessing auf dem Südwestkirchhof Stahnsdorf. Auf diesem Friedhof ruht auch sein Cousin Kammergerichtsrat Friedrich Müller, einer der Miteigentümer der Vossischen Zeitung, mit seiner Familie. Sein Mausoleum war 1939 im Zuge der vom Generalbauinspektor für die Reichshauptstadt Albert Speer betriebenen Auflösung des Alten St. Matthäus-Kirchhofs in Berlin-Schöneberg nach Stahnsdorf überführt worden. In diesem Mausoleum wurde auch bis zur Bergung durch die Friedhofsverwaltung die Grabplatte von Marie Friederike Lessing, geborene Voß (1752–1828), aufbewahrt, der Schwägerin des Dichters Gotthold Ephraim Lessing.

## Werke
- Hennigsdorf (1885),
- Sehr fatal (1886),
- Die Schwestern (1892),
- Auf der Heide (1892),
- Auf Göhren (1893),
- Kaiser Wilhelm II. mit Familie im Marmorpalais (1893),
- Am Westufer des Vilm (1894),
- Am Meeresstrand (1895),
- Im Klosterfrieden (1895),
- Am Krankenbett,
- Prozession in Gerolstein,
- Burg Cochem
- Galeriegarten,
- Porträt Kaiser Wilhelms II. (als Ganzfigur)
- Bildnis seines Vaters (Kunsthalle Karlsruhe).